# 프랑스 혁명력

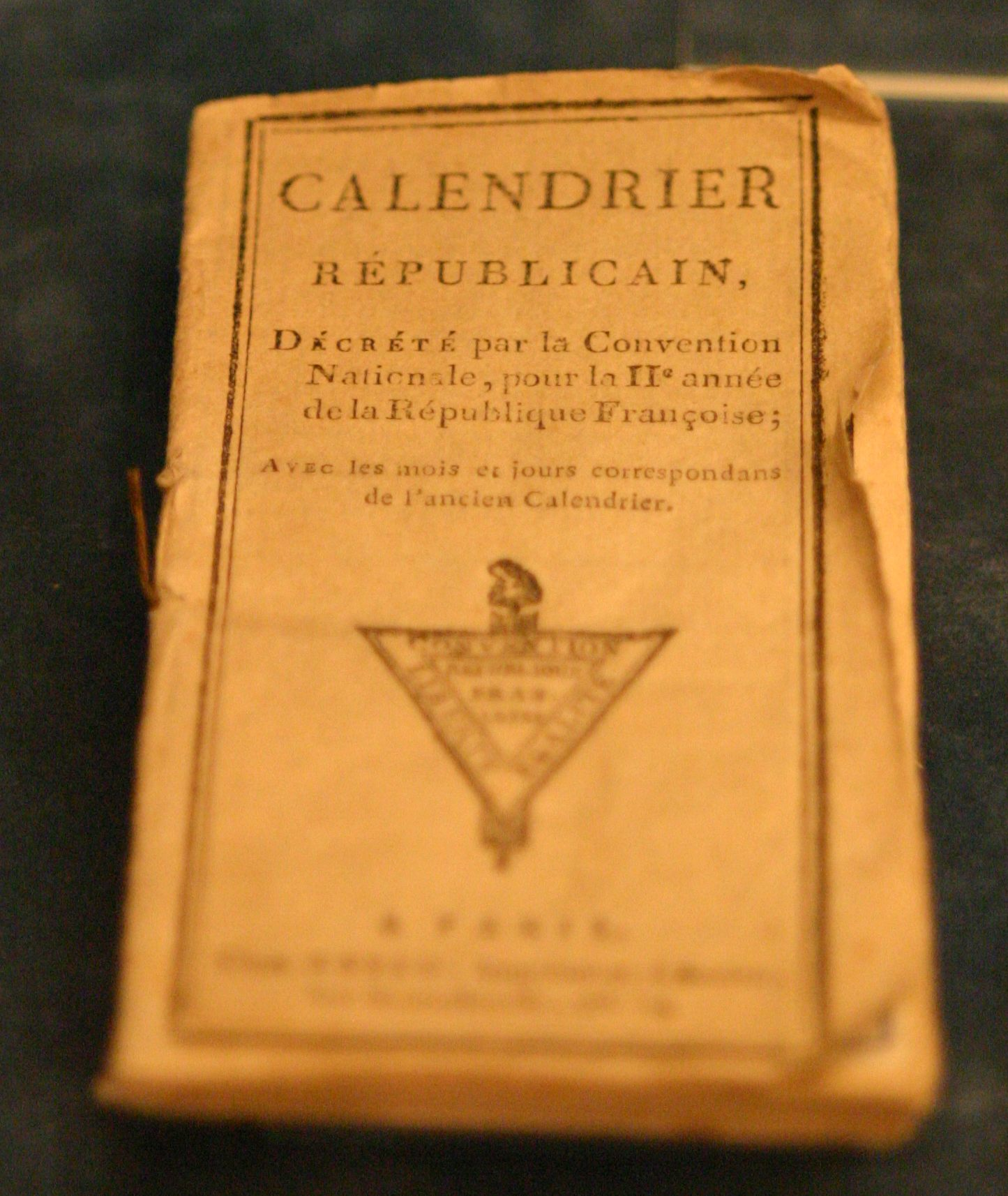
Lausanne 역사박물관에 있는 프랑스 혁명력.

프랑스 혁명력(Republican Calendar)은 프랑스 혁명기에 제안되어 1793년부터 약 12년간 프랑스 행정부가 사용한 달력이다. 십진법을 사용하고 1년 12개월을 똑같은 일수인 30일로 통일한 것이 특징이며, 1년 360일을 제외한 나머지 5~6일은 축제일로 삼았다. 부분적으로는 당시 달력에서 기독교적이고 전통주의적인 잔재를 제거하고자 한 혁명파의 의도가 반영되었다.
프랑스 혁명으로 왕정이 폐지되고 익월 양력 1792년 9월 22일(추분)을 설날로 한해 동안 사용하는 달력이 채택되었다. 일은 그레고리력 1793년 11월 24일이지만, 혁명력은 공화국력 2년 프리메르 4일로 표기한다.
혁명력(공화력)은 여러 가지 문제 탓에 양력 1805년 12월 31일까지 12여 년밖에 사용되지 않고 폐지되었다. 1871년의 파리 코뮌에서는 극히 짧은 기간 부활했다. 연수는 제1공화국과 제1제정 시대에 사용되었다. 같은 시기에 프랑스는 시간도 하루를 열시간, 한시간을 100분, 1분을 100초로 십진법화 시켰다.

## 달력
- 가을:
  - 포월(葡月, 프랑스어: Vendémiaire 방데미에르[*]): 9월 22일 - 10월 22일. 포도 수확의 달.
  - 무월(霧月, 프랑스어: Brumaire 브뤼메르[*]): 10월 23일 - 11월 21일. 박무 깔리는 달.
  - 상월(霜月, 프랑스어: Frimaire 프리메르[*]): 11월 22일 - 12월 21일. 서리 내리는 달.

- 겨울:
  - 설월(雪月, 프랑스어: Nivôse 니보즈[*]): 12월 22일 - 1월 20일. 눈 내리는 달.
  - 우월(雨月, 프랑스어: Pluviôse 플뤼비오즈[*]): 1월 21일 - 2월 19일. 비 내리는 달.
  - 풍월(風月, 프랑스어: Ventôse 방토즈[*]): 2월 20일 - 3월 21일. 바람 부는 달.

- 봄:
  - 맹월(萌月, 프랑스어: Germinal 제르미날[*]): 3월 22일 - 4월 20일. 싹 트는 달.
  - 화월(花月, 프랑스어: Floréal 플로레알[*]): 4월 21일 - 5월 20일. 꽃 피는 달.
  - 목월(牧月, 프랑스어: Prairial 프레리알[*]): 5월 21일 - 6월 19일. 목초지 풀 자라는 달.

- 여름:
  - 맥월(麥月, 프랑스어: Messidor 메시도르[*]): 6월 20일 - 7월 19일. 보리 수확의 달.
  - 열월(熱月, 프랑스어: Thermidor 테르미도르[*]): 7월 20일 - 8월 17일. 뜨거운 달.
  - 과월(果月, 프랑스어: Fructidor 프뤽티도르[*]): 8월 18일 또는 8월 19일 - 9월 16일. 과일 맺히는 달.

- 민중주간 (프랑스어: Sansculottides 상퀼로티드[*]) 9월 17일 - 9월 21일. 기존의 365일에서 열두 달 360일을 빼고 남은 5일간의 연휴.
  - 선행절(善行節, 프랑스어: Jour de la vertu 주르 드 라 베르튀[*]): 9월 17일
  - 재능절(才能節, 프랑스어: Jour du génie 주르 뒤 제니[*]): 9월 18일
  - 노동절(勞動節, 프랑스어: Jour du travail 주르 뒤 트라바이[*]): 9월 19일
  - 의견절(意見節, 프랑스어: Jour de l'opinion 주르 드 로피니옹[*]): 9월 20일
  - 보상절(報償節, 프랑스어: Jour des récompenses 주르 데 레콩팡세[*]): 9월 21일
  - 혁명절(革命節, 프랑스어: Jour de la révolution 주르 드 라 레볼뤼시옹[*]): 9월 22일 (윤년)

## 환산
혁명력이 폐지된 후의 날짜를 어떻게 혁명력으로 변환할 지 몇가지 학설이 존재한다.

## 사건
세계사 용어에도 혁명력은 자주 등장한다. 로베스피에르를 실각하게 한 테르미도르 9일의 쿠데타, 나폴레옹 1세가 군사력으로 총재 정부를 전복하고 집권한 브뤼메르 18일의 쿠데타 등이 그것이다. 또한 프레리알 22일 법 등 혁명기 법률명에도 사용되었다.

## 같이 보기
- 프랑스 혁명
- 테르미도르 9일의 쿠데타
- 브뤼메르 18일의 쿠데타
- 방데미에르 13일의 쿠데타